# Modern Creative
Le Modern Creative est un courant du jazz mêlant des éléments de jazz moderne tels que la fusion, le bop et le free jazz avec des éléments de styles contemporains tels que la funk, la pop et le rock.

## Histoire et caractéristiques
La Modern Creative est considérée comme une forme contemporaine de la musique créative (Creative Music), vue comme « une évolution du free jazz ». Elle se réclame de l'art et défend une attitude anti-commerciale. AllMusic la définit donc comme suit : Les musiciens du Modern Creative continuent de suivre la tradition du free jazz et incorporent des modes de jeu libres dans des formes structurées - ou jouent simplement sur tout.
Le Modern Creative émerge de la diversité des moyens stylistiques dont disposent les musiciens contemporains. « Les acquis musicaux du free jazz, en tant que briques et mélangés à d'autres éléments, ont maintenant été mis sous contrôle, les formes ont été raccourcies et planifiées, la structure autrefois encombrée a été défrichée, aérée et rendue audible ». De nombreux musiciens de jazz contemporains ont ainsi développé différents langages d'improvisation personnels. Ces musiciens peuvent être classés dans le style de la Modern Creative.
Les musiciens de Modern Creative sont des stylistes de jazz individuels et multiflexibles. 

## Interprètes
Les interprètes du genre comprennent notamment : George Adams, Paul Bley, Don Byron, Steve Coleman, Abdullah Ibrahim, Theo Jörgensmann, Matthew Shipp, et le Vienna Art Orchestra.